# Almaraz
Almaraz è un comune spagnolo di 1 480 abitanti situato nella comunità autonoma dell'Estremadura.